# Ctenopleura
Ctenopleura is een geslacht van kamsterren uit de familie Astropectinidae.

## Soorten
- Ctenopleura astropectinides Fisher, 1913
- Ctenopleura fisheri Hayashi, 1957
- Ctenopleura ludwigi (de Loriol, 1899)
- Ctenopleura sagamina (Döderlein, 1917)